# Ô
Ô, ô (o-circunflexo) é uma letra acompanhada de um diacrítico (circunflexo) que aparece no Português, Francês, Eslovaco, Vietnamita, Galês e Friulano. Ele não deve ser confundido com o Ȏ, ȏ (o-braquia invertida) que se diferencia do circunflexo por ser arredondada e não angulosa.

## Aplicação
Português
No português, essa letra é utilizada para indicar sílaba tônica e fechada da vogal o, tem o fonema /o/ ou /õ/.
Francês
No francês, essa letra é usada em pronomes possessivos como em "nôtre" (nosso).
Eslovaco
No eslovaco, essa letra é utilizada para diferenciar seu valor fonético da letra o, que possui o fonema /ɔ/, já o ô possui o fonema /ʊɔ̯/.
Vietnamita
No vietnamita, essa letra é usada para diferenciar da letra o, ela tem o fonema /o/ enquanto o o tem o fonema  /ɔ/, na língua vietnamita, raramente o consideram como um diacrítico mas sim como uma vogal.
Galês
No galês, o circunflexo às vezes é usado em cima da letra o para representar vogal longa, mas às vezes mesmo sem a acentuação, a vogal o pode ser longa, então não necessariamente um o acentuado ou não é longo.
Zumbil
No zumbil, é usado para representar a vogal o fechada, com o fonema /o/ ou /õ/ se estiver nasalizado.
Friulano
No friulano, é usado para indicar que a vogal o é longa.
| O-circunflexo - Ô ô - Ố ố - Ồ ồ - Ổ ổ - Ỗ ỗ - Ộ ộ - Ō̂ ō̂ |
| ------------------------------------------------------- |

## Ligações externa
- Diacritics Project – "All you need to design a font with correct accents"
- Diacs and Quirks in a Nutshell – Afrikaans spelling explained
- Keyboard Help – Aprender como criar sinais de acentuação. (Diacríticos).